# 台灣火山列表
本列表列出台灣的火山一覽。

## 北部[1]

### 大屯火山群
- 觀音山亞群
  - 觀音山
  - 觀音坑（觀音坑山）：新北市五股區觀音里中坑聚落北側山峰[2][3]
  - 萬年塔（萬年塔山）：新北市五股區成州里西雲寺後方山峰[2][3]
- 大屯山亞群
  - 大屯山
  - 南大屯山（大屯山南峰）
  - 面天山
  - 烘爐山
  - 二子山
  - 菜公坑山
  - 向天山
- 竹子山亞群
  - 竹子山
  - 小觀音山
  - 嵩山
- 七星山亞群
  - 七星山
  - 七股山
  - 紗帽山
  - 內寮山（竹篙山）
  - 小草山
  - 鵝米山（鵝尾山）
  - 白雲山（下竹林山）
- 磺嘴山亞群
  - 磺嘴山
  - 大尖山
  - 冬瓜山（大尖後山）
  - 八煙山
  - 荖寮湖山
  - 鹿堀坪山
  - 南勢山（南勢湖山）
- 湳子山亞群
  - 湳子山（八斗山）
  - 八斗子山（八斗山321峰）
- 丁火朽山亞群
  - 丁火朽山

### 基隆火山群
- 基隆山
- 新山火山體（九份新山、九份）：位於新北市瑞芳區瓜山里，地緣上雖屬於金瓜石地區，[4][5]但其礦體在當地屬於「脈型金礦體」，昔日劃入「九份礦區」。[6]該火山體潛存於地下，並未露出地表而形成地形上的「火山」。[7]
- 本山（金瓜石本山）
- 牡丹山（武丹坑山）
- 草山
- 雞母嶺：位於草山南方的獨立火山體，南北狹長，包括草山南峰及南草山。

### 北部其他獨立火山
- 龜山島
- 基隆嶼
- 棉花嶼
- 彭佳嶼
- 花瓶嶼
- 草嶺山：位於桃園市大溪區慈湖旁。

## 東部
- 海岸山脈
- 綠島
- 蘭嶼

## 西部
- 北部公館一帶
- 關西、竹東、角板山地區
- 澎湖列島

## 外部連結
- 《台灣之火山活動與火成岩》，國立自然科學博物館 （页面存档备份，存于）